# Porte Maillot (Métro Paris)

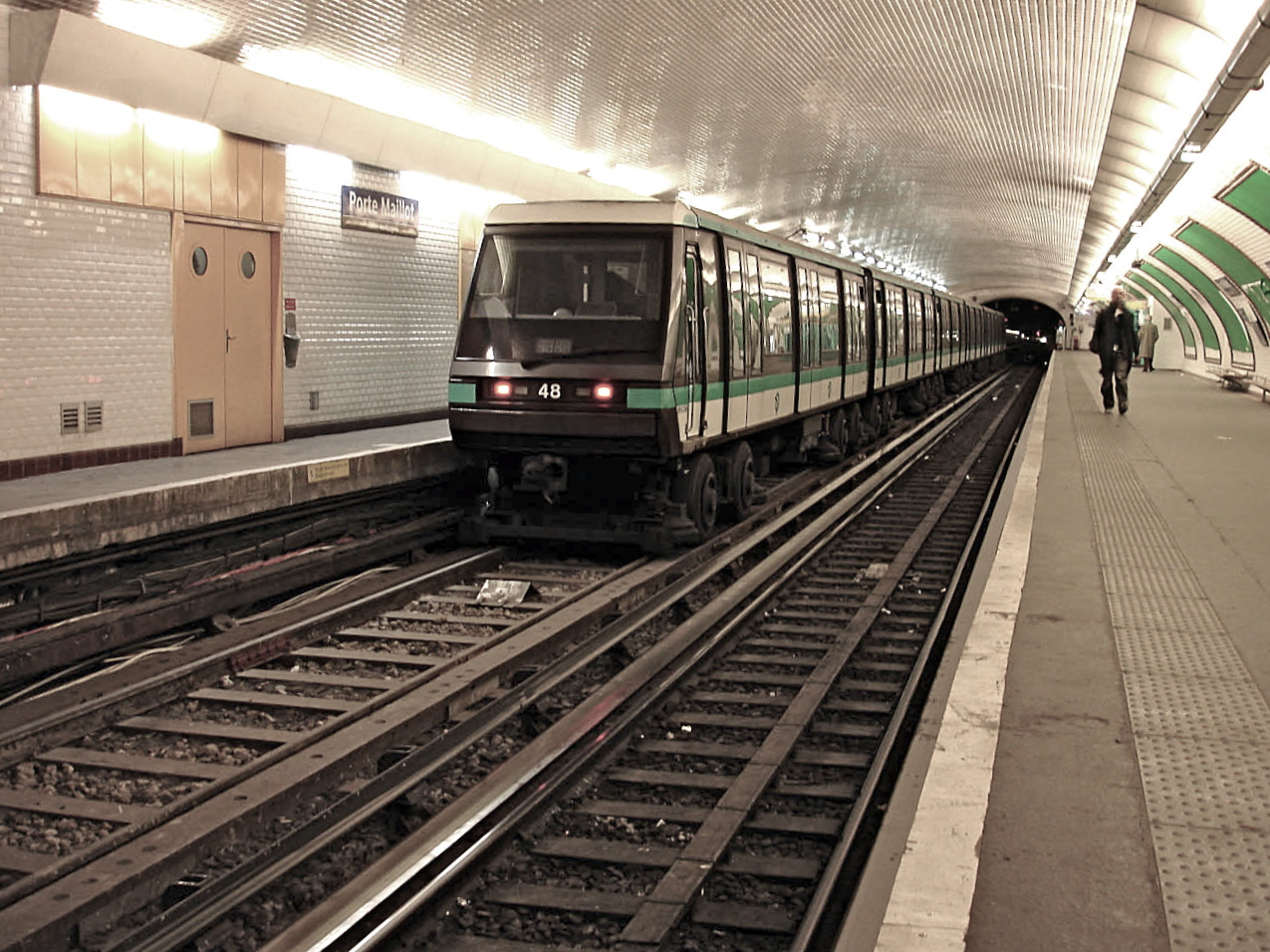
Station Richtung La Défense vor dem Einbau der Bahnsteigtüren mit abgestelltem Zug der Baureihe MP 89 CC, 2008

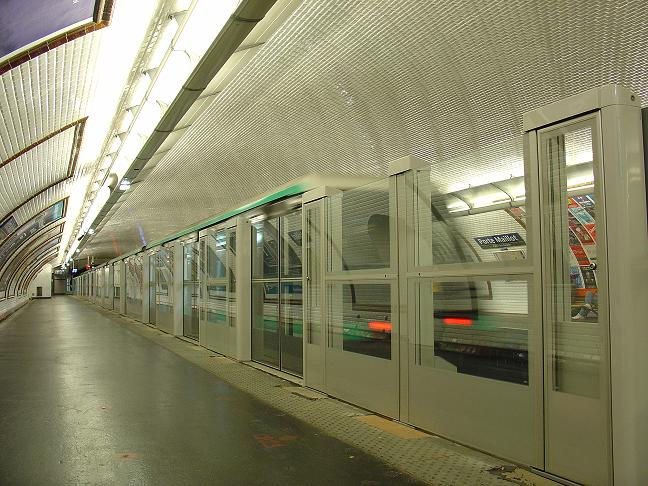
Erste Bahnsteigtüren der Linie 1 am ungenutzten Bahnsteig der Station Richtung Château de Vincennes

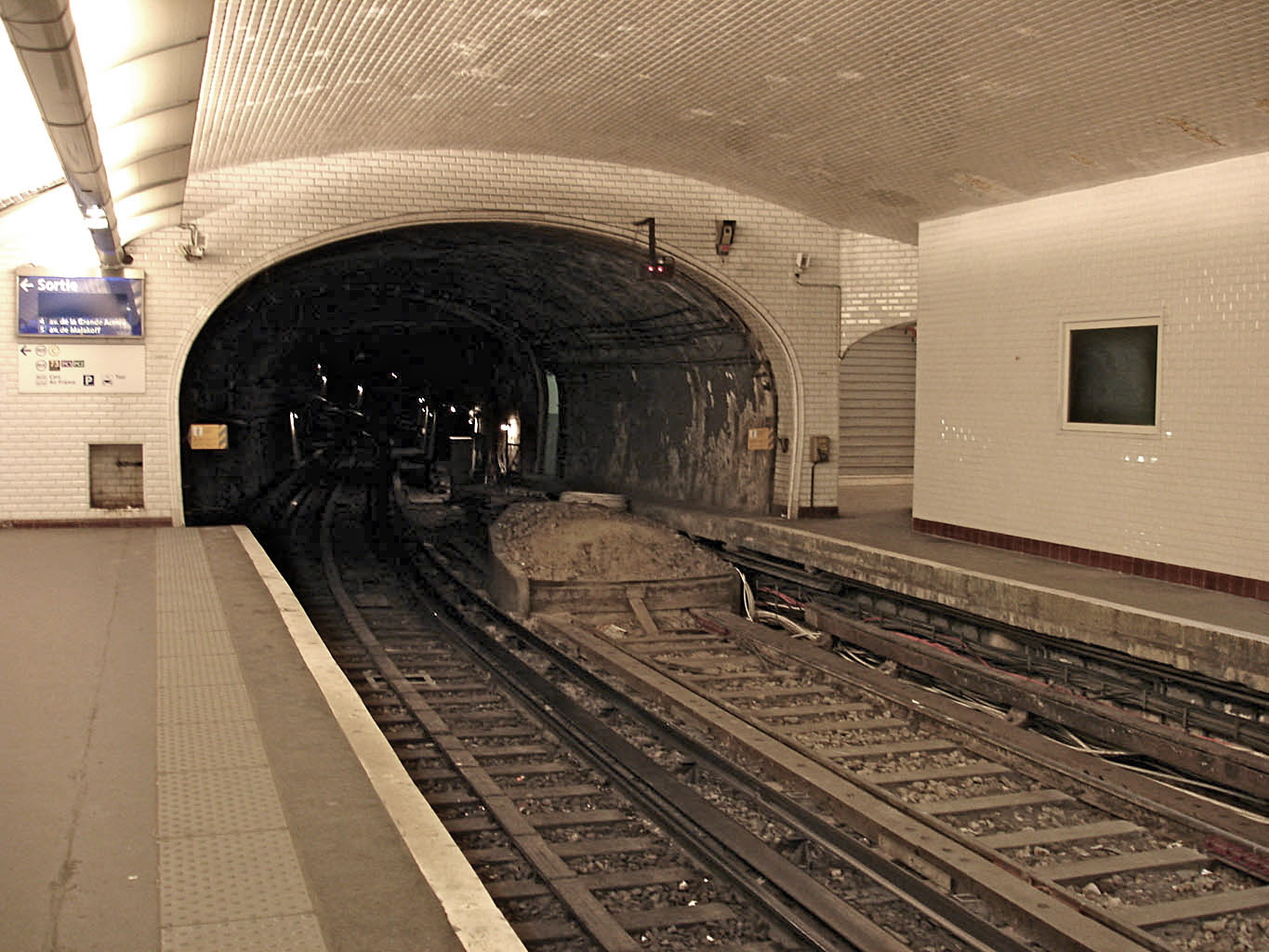
Prellbock an der unterbrochenen Verbindung mit dem aus der Innenstadt kommenden Streckengleis, 2008

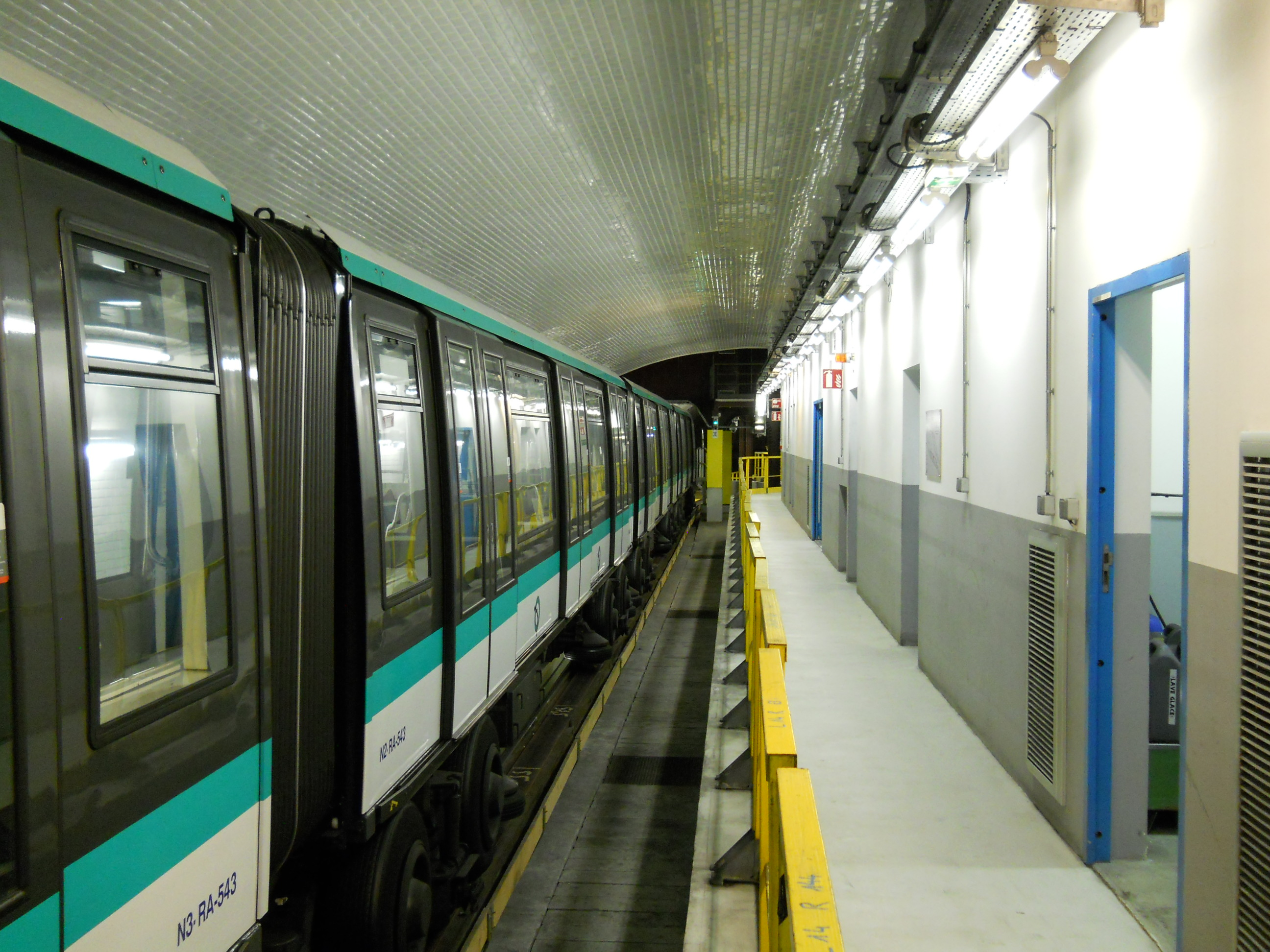
Die Ankunftstation des stillgelegten U-Bahnhofs gehört heute zum „Centre de dépannage“

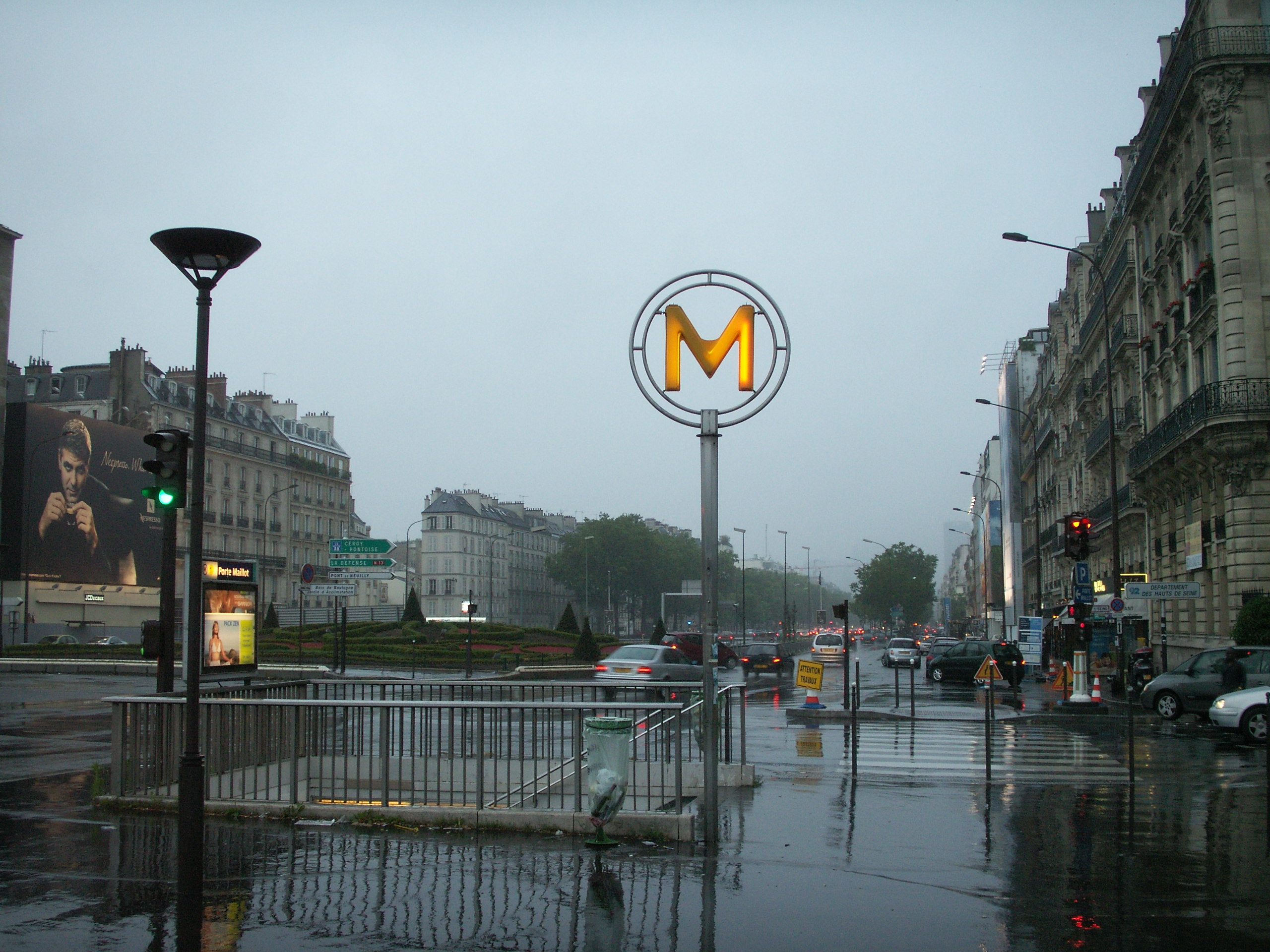
Zugang mit dem in den 1950er Jahren eingeführten Symbol „M“

Porte Maillot [pɔʁt(ə) majo] ist eine unterirdische Station der Linie 1 der Pariser Métro. Am unterirdisch verknüpften Bahnhof Neuilly - Porte Maillot kann zur Linie C des S-Bahn-ähnlichen RER-Netzes umgestiegen werden.

## Lage
Der U-Bahnhof befindet sich an der Grenze des Quartier de la Porte-Dauphine im 16. Arrondissement mit dem Quartier des Ternes im 17. Arrondissement von Paris. Er liegt in der Achse der Avenue de la Grande-Armée unter der Place de la Porte-Maillot.

## Name
Namengebend ist die Place de la Porte-Maillot, wo das zum Bois de Boulogne führende Stadttor Porte Maillot der Thiersschen Stadtmauer lag. Die Bezeichnung „Maillot“ lässt sich vermutlich auf das Jeu de mail zurückführen, ein dem Croquet ähnliches Ballspiel, das im 16. und 17. Jahrhundert populär war und in einer langen Allee praktiziert wurde.

## Geschichte und Beschreibung
Ein erster U-Bahnhof Porte Maillot wurde am 19. Juli 1900 mit der Eröffnung der von Porte de Vincennes kommenden Linie 1 in Betrieb genommen. Er befand sich unter der Avenue de la Grande-Armée östlich der Eisenbahnstrecke Petite Ceinture. Als Endstation der Linie lag er innerhalb einer Endschleife in Form eines Tennisschlägers, wobei der Ankunftbahnsteig auf der Innenseite des nördlichen Schenkels lag. Es handelte sich um einen 75 m langen Mittelbahnsteig zwischen dem Streckengleis und einem Abstellgleis. Nach Durchfahren des Kehrtunnels mit einem Radius von nur 30 m erreichten die Züge die gleichartig aufgebaute Abfahrtstation am südlichen Schenkel.
Die Endschleife und die beiden, unter elliptischen, weiß gefliesten Deckengewölben liegenden Stationen wurden 1937 vorübergehend stillgelegt. Sie sind aber nach wie vor erhalten und dienen seit 2007 als Ateliers Maillot / Centre de dépannage der Unterhaltung der vollautomatisch verkehrenden Züge der Baureihe MP 05. Hierfür wurde am ehemaligen Abfahrtbahnsteig eine Untersuchungsgrube installiert, die gummibereiften Züge laufen in der Anlage mit ihren Hilfsrädern auf Schienen.
Am 29. April 1937 wurde die Linie 1 im Westen um zwei Stationen bis Pont de Neuilly verlängert. Anders als an der Station Porte de Vincennes konnten die alten Bahnsteige nicht weiterverwendet werden, da sie in derselben Höhe wie die Gleise der nahen Petite Ceinture lagen. Daher wurden die neuen Streckengleise bereits vor dem alten U-Bahnhof ausgezweigt, sie unterqueren am Ende einer Rampe zunächst das Kehrgleis und unmittelbar anschließend die Eisenbahngleise.
Der neue U-Bahnhof Porte Maillot wurde bereits am 15. November 1936 eröffnet, er liegt westlich der Petite Ceinture unter der Place de la Porte-Maillot an der Grenze zum Vorort Neuilly-sur-Seine. Er besteht aus zwei parallelen, von Anfang an mit 105 m Länge errichteten Stationen, die ebenfalls unter elliptischen, weiß gefliesten Deckengewölben liegen. Sie haben jeweils Seitenbahnsteige an zwei Gleisen, wobei das nördlichste Gleis dem stadtauswärtigen Verkehr nach La Défense, das südlichste den Zügen in Richtung Château de Vincennes dient. Die beiden inneren Gleise wurden für Züge errichtet, die dort begannen bzw. endeten. 1992 wurden sie von den Streckengleisen Richtung Innenstadt getrennt und dienen nun als Abstellgleise für die Reinigung der Wagen.
Anfang der 1960er Jahre wurde die Linie 1 für den Verkehr mit gummibereiften Zügen umgerüstet. Im September 2008 wurden, im Hinblick auf die Einführung des fahrerlosen Betriebs, die Bahnsteige erhöht und Ende jenes Jahres auf dem ungenutzten Bahnsteig der südlichen Station erstmals an der Linie 1 Bahnsteigtüren installiert.
Es existieren sieben Zugänge, die zum Teil durch einen Mast mit einem gelben „M“ in einem Doppelkreis gekennzeichnet sind. Das von Hector Guimard im Stil des Art nouveau konzipierte überdachte Zugangsbauwerk der Bauart „B“ existiert nicht mehr.

## Fahrzeuge
Zunächst verkehrten auf der Linie 1 Züge, die aus einem Triebwagen mit nur einem Führerstand und zwei Beiwagen bestanden. Diese braun lackierten Fahrzeuge waren zweiachsig und jeweils knapp neun Meter lang. Bereits 1902 wurden Acht-Wagen-Züge mit je einem Triebwagen an den Zugenden gebildet. Bis 1905 wurden die Triebwagen, ab 1906 auch die Beiwagen durch vierachsige Fahrzeuge auf Drehgestellen ersetzt. 1908 hielten dunkelgrüne Fünf-Wagen-Züge der Bauart Sprague-Thomson auf der Linie 1 Einzug, die sich dort bis in die 1960er Jahre hielten. Ab Mai 1963 wurden die auf Schienen verkehrenden Sprague-Thomson-Züge sukzessive durch gummibereifte Fahrzeuge der Baureihe MP 59 abgelöst, bis Dezember 1964 herrschte Mischverkehr der zwei Betriebsarten. 1997 folgte die Baureihe MP 89 CC, die mit der Aufnahme des automatischen Betriebs der Baureihe MP 05 wich.

## Umgebung
- Der 8,46 km² große Bois de Boulogne gehört zu den größten Stadtparks der Welt